# عبد القادر المبارك
عبد القادر المبارك (1293- 1364 هـ / 1876- 1945 م) علامة لغوي سوري. كان من الرعيل الأول من أعضاء المجمع العلمي العربي المؤسِّسين. وهو والد العالم المفكر الوزير محمد المبارك، والعالم اللغوي مازن المبارك، والمؤرِّخ هاني المبارك.

## ولادته ونشأته
ولد عبد القادر بن محمد بن محمد المبارك، في دمشق عام 1293هـ/ 1876م. نشأ الشيخ في كنف والده العالم الأديب محمد المبارك، وتلقى تعليمه المبكر في مجالس والده الأدبية والوعظية، وكان والده عالماً أديباً صوفيًا مرشدًا وأخذ عنه اللغة والأدب ومن ثم تلقى العلم عن كبار علماء عصره وعلى رأسهم الشيخ المحدث بدر الدين الحسني.

## مسيرته العلمية
دخل الشيخ عبد القادر المبارك مدرسة (الحبّال) في حي القيمرية في دمشق، التي أسسها والده وتعرف أثناءها على محمد كرد علي (الناقد الأدبي) فانعقدت بينهما صحبة ثم دخل مدرسة الرشدية العسكرية، ثم ترك الشيخ المدارس الرسمية وعكف في متابعة مسيرته العلمية على دراسته الخاصة وأخذَ علوم التفسير والحديث والفقه وعلوم العربية، على يديّ علماء زمانه أمثال الشيخ طاهر الجزائري صديق والده والشيخ أمين سويد والشيخ عطا الكسم مفتي الشام ومحدث الشام الشيخ بدر الدين الحسني. وحصل على إجازات من العلماء وأولهم والده (محمد المبارك، ومحمد أديب الكيلاني، والشيخ محمد حكيم زاده، والشيخ عبد الباقي الجزائري، والشيخ عبد الرحمن الطيبي، والشيخ أبو الخير عابدين).

## تخصصه
عُرف الشيخ عبد القادر بحبه وعشقه للغة العربية وبراعته بها وبحفظ مفرداتها وشواردها وشواهدها وبعض متونها حتى صار إمام عصره فيها حفظاً، ودراية، ورواية، فآثر الاختصاص بها وعكف على دراستها وقراءة كتبها، وحفظ نصوصها، فأصبحت المعاجم اللغوية في صدره، حتى عرف بـ(القاموس السيَّار).

## أعماله
افتتح مدرسة خاصة في حي العمارة سنة،(1323هـ-1905م)
تعين أستاذاً للغة العربية في المدرسة السلطانية سنة،(1328هـ-1910م)، كان عضوًا في المجمع العلمي العربي منذ أن تأسس سنة،(1338هـ)
عمل أستاذاً للغة والدين والتاريخ في المدرسة الحربية.
عين عضوًا في لجنة التعريب. كلف بتدريس اللغة العربية بالجامعة السورية سنة، (1349هـ-1930م)
عمل مدرسًا في دار المعلمين العليا سنة،(1361هـ-1942م).

## نشاطه الاجتماعي
كان لشيخ عبد القادر المبارك منزلة كبيرة في نفوس الناس ومكانة يلتجئون إليه لحل مشاكلهم وإصلاح ذات بينيهم سريعاً ما يدخل إلى نفوس جلاسه لعذوبة حديثه عالي الهمة وسريع البديهة كانت له وجاهة اجتماعية وكلمة مسموعة ولسان طلق مما جعل أثره كبيراً في مجتمعه وجعل شفاعته عند الناس وعند المسؤولين لا تُرد. وعرفت صِلاته القوية بالمجاهدين والثوّار في فلسطين ضدّ الإنكليز، وفي سورية ضد الفرنسيين حتى كان بيته محجّة لهم.

## شيوخه
1. والده الشيخ محمد المبارك.
2. الشيخ بدر الدين الحسني (محدث الشام).
3. الشيخ طاهر الجزائري.
4. الشيخ أمين سويد.
5. الشيخ عطا الكسم (مفتي الشام).[8]

## تلاميذه
1. علي الطنطاوي.
2. سعيد الأفغاني.
3. ظافر القاسمي.
4. زكي المحاسني.
5. أنور العطار.
6. جميل سلطان.
7. محمد المبارك (ابنه).[9]
8. عبد الرحمن الباني.[10]

## مؤلفاته
( تأليفاته كانت كتباً تمشي على الأرض) لم تكن مؤلفات الشيخ (المبارك) كثيرة برغم بحره الزاخر بالعلم وقال في ذلك: (أنا كتبي تلاميذي، كل واحد من تلاميذي كتاب من كتبي).
1. شرح مقصورة ابن دريد (في مجلد)، تحقيق د. إبراهيم عبد الله، مطبوعات مجمع اللغة العربية بدمشق، 1435هـ/ 2014م. [طبعة ناقصة عبث بها موظفٌ في المجمع فحذف كثيرًا من حواشي الكتاب وتصرَّف فيه!].[11]
2. شرح المقصورة الدريدية (في مجلدين)، تحقيق د. إبراهيم عبد الله، دار سعد الدين، 1439هـ/ 2018م. [طبعة تامة على النحو الذي وضعه مؤلفه].
3. شرح بانت سعاد.
4. الصبر مطية النجاح. قصيدة تحقيق دار الفكر دمشق.
5. طرائف أدبية. فرائد الأبيات. مجموعة نصوص أدبية مشروحة.
6. كراسات مدرسية.
7. كفاية المتحفظ ونهاية المتلفظ، لابن الأجدابي.
8. مختارات شعرية.
9. المعلومات المدنية (منقول عن التركية).

(وله قصائد في الشعر منها )
1. قصيدة في اللغة العربية وتاريخها.
2. قصيدة في النهضة الجديدة. عنوانها (إحدى العبر بين البشر).

## الثناء عليه
- قال عنه تلميذه الشيخ الأديب علي الطنطاوي في ذكرياته: «كان الإمام في اللغة والمرجع فيها، قيّد أوابدها، وجمع شواردها، وحفظ شواهدها، وكان أعلم العرب بالعرب، حرف أيامهم، وروى أشعارها، وكان المفرّد العلَم في بابته، لا أعرف نظيراً له في العلماء، تحسّ إذ تجالسه وتسمع منه كأنه الأصمعي وأبا عبيدة قد تمثّلا لك في جبّته».[6]
- وقال عنه أيضًا: «لم أرَ فيمن قرأت عليه وكنت تلميذًا له، مَن كان في درسه حياةٌ كحياة درس الشيخ المبارك...».[7]

## أولاده
1. محمد المبارك، عالم لغوي وأديب وزير.
2. مازن المبارك، من علماء العربية، وأعضاء مجمع دمشق.[8]
3. هاني المبارك، مؤرخ أديب، صاحب سلاسل قصصية مفيدة منها: أحبُّ أن أعرفَ أعلام أمَّتي.[12]

## وفاته
توفي الشيخ عبد القادر المبارك يوم الثلاثاء 22 من ذي الحِجَّة 1364هـ الموافق 27 نوفمبر (تشرين الثاني) 1945م.

## وصلات خارجية
- اليوم العالمي للغة العربية
- اللغة العربية. أصلها وتاريخها

## الملاحظات
1. ↑  هذا التاريخ هو المثبت في وثيقة نفوسه، وقد ورد في مجلة المجمع أنه ولد عام 1878م، أي بعد سنتين من التاريخ الرسمي، وجعل الزِّرِكْلي في "الأعلام" تاريخَ ولادته سنة 1304هـ/ 1887م. ورجَّح الأستاذ إبراهيم الزيبق أنه خطأ، انظر كتابه "العلامة اللغوي عبد القادر المبارك" ص34، الحاشية الأولى.